# Anablepsoides amphoreus
Anablepsoides amphoreus es un pez de agua dulce de la familia de los rivulinos en el orden de los ciprinodontiformes.

## Morfología
Con el cuerpo alargado y colorido, los machos pueden alcanzar los 6 cm de longitud máxima.

## Distribución y hábitat
Se encuentran en ríos de Surinam, en aguas entre 20 y 26°C, de comportamiento bentopelágico y no migrador.